# Bali Rodríguez
Bárbara Laura „Bali“ Rodríguez Bonilla (* 8. August 1985 in San José, Provinz San José) ist ein Costa-ricanisches Model und Filmschauspielerin.

## Leben
Rodríguez wurde am 8. August 1985 in San José als Tochter der ehemaligen Miss Costa Rica Bárbara Bonilla und des Inhabers der Autódromo La Guacima Race Track Carlos Rodríguez geboren. Sie begann mit ihrer Modelkarriere ab ihrem 17. Lebensjahr. Sie lebte zwei Jahre berufsbedingt in Sydney, Australien. Sie übernahm Modelaufträge unter anderen für den Modeschöpfer Pierre Cardin, die Kosmetikmarken Oil of Olaz und Sally Hansen Cosmetics sowie Avon Mascara. Sie gründete außerdem die Modelagentur Unique Model Management Costa Rica.
2013 übernahm Rodríguez die weibliche Hauptrolle der Lea in dem B-Movie Apocalypse Earth. 2017 spielte sie im Musikvideo des Sängers Ricardo Arjona zu dessen Lied Ella die gleichnamige Titelrolle. Das teilweise freizügige Video hat auf dem Videoportal YouTube weit über 100 Millionen Aufrufe.

## Filmografie (Auswahl)
- 2005: The Girls of Surf (Kurzfilm)
- 2013: Apocalypse Earth (AE: Apocalypse Earth)